# Anti World Tour
ANTI World Tour – szósta trasa koncertowa pochodzącej z Barbadosu piosenkarki, Rihanny. Promuje ona jej ósmy studyjny album ANTI. Trasa została ogłoszona w listopadzie 2015 i zaczęła się 12 marca 2016 w Jacksonville a zakończyła 27 listopada 2016 w Abu Zabi.

## Tło
Po wydaniu jej siódmego albumu "Unapologetic" w 2012 oraz przebyciu piątej trasy koncertowej, Diamonds World Tour, Rihanna udała się na przerwę. Między 2005 a 2012, Rihanna wydawała co najmniej jeden album (lub re-album) na rok. W 2013 roku Rihanna zrobiła sobie przerwę od muzyki i nie wydała płyty. Zamiast tego zdecydowała się na wzięciu udziału w innych przedsięwzięciach, zaczynając od podkładania głosu oraz produkcji trzech piosenek do animowanego filmu "Home".
W listopadzie 2015 roku ogłoszono, iż Rihanna podpisała kontrakt na 20 milionów dolarów z Samsung. Skutkiem owego kontraktu jest sponsorowanie przez firmę albumu ANTI oraz wspomaganie trasy koncertowej "Anti World Tour". W zamian, Rihanna promuje nowe telefony z linii Samsung Galaxy.
23 listopada 2015 ogłosiła wyruszenie w trasę koncertową promującą jej najnowszy krążek Anti. Wspomagana przez Samsung trasa, zaczęła się 12 marca 2016, a ostatni z ogłoszonych koncertów odbędzie się 21 sierpnia tego samego roku. Występy supportuje w Ameryce Północnej Travis Scott, natomiast w Europie Big Sean.

## Setlista
Lista piosenek śpiewanych na koncercie może ulec zmianie podczas trasy.
1. Intro "Stay"
2. "Stay"
3. "Love the Way You Lie (Part II)" *
4. "Woo" *
5. "Sex with Me"
6. "Birthday Cake" *
7. "Numb" *
8. "Pour It Up"
9. "Bitch Better Have My Money" *
10. "Pose"
11. "Goodnight Gotham"
12. "Consideration"
13. "Live Your Life" *
14. "All of the Lights" *
15. "Run This Town" *
16. "Umbrella" *
17. "Desperado"
18. "Man Down"
19. "Rude Boy"
20. "Work"
21. "Take Care" *
22. "How Deep Is Your Love" / "We Found Love"
23. "Where Have You Been"
24. "Needed Me"
25. "Same Ol' Mistakes"
26. "Diamonds"
27. "FourFiveSeconds"
28. "Love on the Brain"
29. "Kiss It Better"
30. "Higher" (Instrumental)

* Niektóre utwory wykonywane są tylko we fragmentach.
Źródło:

## Koncerty
| Data              | Miasto              | Kraj                         | Miejsce                    | Support          | Frekwencja              | Dochód           |
| Ameryka Północna  | Ameryka Północna    | Ameryka Północna             | Ameryka Północna           | Ameryka Północna | Ameryka Północna        | Ameryka Północna |
| ----------------- | ------------------- | ---------------------------- | -------------------------- | ---------------- | ----------------------- | ---------------- |
| 12 marca 2016     | Jacksonville        | Stany Zjednoczone            | Jacksonville Arena         | Travis Scott     | 9,916 / 11,253          | $780,516         |
| 13 marca 2016     | Tampa               | Stany Zjednoczone            | Amalie Arena               | Travis Scott     | 10,079 / 12,905         | $773,994         |
| 15 marca 2016     | Miami               | Stany Zjednoczone            | American Airlines Arena    | Travis Scott     | 11,792 / 12,301         | $1,196,069       |
| 18 marca 2016     | Nashville           | Stany Zjednoczone            | Bridgestone Arena          | Travis Scott     | 14,254 / 15,287         | $990,047         |
| 19 marca 2016     | Cincinnati          | Stany Zjednoczone            | U.S. Bank Arena            | Travis Scott     | 10,773 / 11,089         | $890,872         |
| 20 marca 2016     | Charlotte           | Stany Zjednoczone            | Time Warner Cable Arena    | Travis Scott     | 12,411 / 14,174         | $848,212         |
| 22 marca 2016     | Waszyngton          | Stany Zjednoczone            | Verizon Center             | Travis Scott     | 12,713 / 13,287         | $1,239,808       |
| 23 marca 2016     | Buffalo             | Stany Zjednoczone            | First Niagara Center       | Travis Scott     | 10,388 / 13,215         | $783,393         |
| 24 marca 2016     | Auburn Hills        | Stany Zjednoczone            | The Palace of Auburn Hills | Travis Scott     | 10,748 / 12,482         | $944,183         |
| 26 marca 2016     | Hartford            | Stany Zjednoczone            | XL Center                  | Travis Scott     | 9,962 / 11,104          | $753,354         |
| 27 marca 2016     | Brooklyn            | Stany Zjednoczone            | Barclays Center            | Travis Scott     | 26,100 / 28,010         | $2,906,512       |
| 30 marca 2016     | Brooklyn            | Stany Zjednoczone            | Barclays Center            | Travis Scott     | 26,100 / 28,010         | $2,906,512       |
| 2 kwietnia 2016   | Newark              | Stany Zjednoczone            | Prudential Center          | Travis Scott     | —                       | —                |
| 3 kwietnia 2016   | Filadelfia          | Stany Zjednoczone            | Wells Fargo Center         | Travis Scott     | —                       | —                |
| 5 kwietnia 2016   | Quebec              | Kanada                       | Videotron Centre           | Travis Scott     | —                       | —                |
| 6 kwietnia 2016   | Montreal            | Kanada                       | Bell Centre                | Travis Scott     | 20,737 / 22,296         | $1,432,620       |
| 7 kwietnia 2016   | Montreal            | Kanada                       | Bell Centre                | Travis Scott     | 20,737 / 22,296         | $1,432,620       |
| 9 kwietnia 2016   | Baltimore           | Stany Zjednoczone            | Royal Farms Arena          | Travis Scott     | —                       | —                |
| 10 kwietnia 2016  | Boston              | Stany Zjednoczone            | TD Garden                  | Travis Scott     | —                       | —                |
| 13 kwietnia 2016  | Toronto             | Kanada                       | Air Canada Centre          | Travis Scott     | —                       | —                |
| 14 kwietnia 2016  | Toronto             | Kanada                       | Air Canada Centre          | Travis Scott     | —                       | —                |
| 15 kwietnia 2016  | Chicago             | Stany Zjednoczone            | United Center              | Travis Scott     | —                       | —                |
| 18 kwietnia 2016  | Winnipeg            | Kanada                       | MTS Centre                 | Travis Scott     | —                       | —                |
| 20 kwietnia 2016  | Edmonton            | Kanada                       | Rexall Place               | Travis Scott     | —                       | —                |
| 21 kwietnia 2016  | Calgary             | Kanada                       | Scotiabank Saddledome      | Travis Scott     | —                       | —                |
| 23 kwietnia 2016  | Vancouver           | Kanada                       | Rogers Arena               | Travis Scott     | —                       | —                |
| 24 kwietnia 2016  | Seattle             | Stany Zjednoczone            | KeyArena                   | Travis Scott     | —                       | —                |
| 27 kwietnia 2016  | Salt Lake City      | Stany Zjednoczone            | Vivint Smart Home Arena    | Travis Scott     | —                       | —                |
| 29 kwietnia 2016  | Las Vegas           | Stany Zjednoczone            | Mandalay Bay Events Center | Travis Scott     | —                       | —                |
| 30 kwietnia 2016  | Las Vegas           | Stany Zjednoczone            | Mandalay Bay Events Center | Travis Scott     | —                       | —                |
| 1 maja 2016       | Phoenix             | Stany Zjednoczone            | Talking Stick Resort Arena | Travis Scott     | —                       | —                |
| 3 maja 2016       | Los Angeles         | Stany Zjednoczone            | The Forum                  | Travis Scott     | —                       | —                |
| 4 maja 2016       | Los Angeles         | Stany Zjednoczone            | The Forum                  | Travis Scott     | —                       | —                |
| 6 maja 2016       | San Jose            | Stany Zjednoczone            | SAP Center                 | Travis Scott     | —                       | —                |
| 7 maja 2016       | Oakland             | Stany Zjednoczone            | Oracle Arena               | Travis Scott     | —                       | —                |
| 9 maja 2016       | San Diego           | Stany Zjednoczone            | Viejas Arena               | Travis Scott     | —                       | —                |
| 13 maja 2016      | Dallas              | Stany Zjednoczone            | American Airlines Center   | Travis Scott     | —                       | —                |
| 14 maja 2016      | Austin              | Stany Zjednoczone            | Frank Erwin Center         | Travis Scott     | —                       | —                |
| 15 maja 2016      | Houston             | Stany Zjednoczone            | Toyota Center              | Travis Scott     | —                       | —                |
| 17 maja 2016      | Nowy Orlean         | Stany Zjednoczone            | Smoothie King Center       | Travis Scott     | —                       | —                |
| 18 maja 2016      | Atlanta             | Stany Zjednoczone            | Philips Arena              | Travis Scott     | —                       | —                |
| Europa            |                     |                              |                            |                  |                         |                  |
| 17 czerwca 2016   | Amsterdam           | Holandia                     | Amsterdam Arena            | Big Sean         | —                       | —                |
| 21 czerwca 2016   | Dublin              | Irlandia                     | Aviva Stadium              | Big Sean         | —                       | —                |
| 24 czerwca 2016   | Londyn              | Wielka Brytania              | Wembley Stadium            | Big Sean         | —                       | —                |
| 25 czerwca 2016   | Coventry            | Wielka Brytania              | Ricoh Arena                | Big Sean         | —                       | —                |
| 27 czerwca 2016   | Glasgow             | Wielka Brytania              | Hampden Park               | Big Sean         | —                       | —                |
| 29 czerwca 2016   | Manchester          | Wielka Brytania              | Emirates Old Trafford      | Big Sean         | —                       | —                |
| 2 lipca 2016      | Oslo                | Norwegia                     | Telenor Arena              | Big Sean         | —                       | —                |
| 4 lipca 2016      | Sztokholm           | Szwecja                      | Tele2 Arena                | Big Sean         | —                       | —                |
| 7 lipca 2016      | Kopenhaga           | Dania                        | Refshale Island            | Big Sean         | —                       | —                |
| 9 lipca 2016      | Hamburg             | Niemcy                       | Volkspark Stadion          | Big Sean         | —                       | —                |
| 11 lipca 2016     | Turyn               | Włochy                       | Pala Alpitour              | Big Sean         | —                       | —                |
| 13 lipca 2016     | Mediolan            | Włochy                       | Stadio San Siro            | Big Sean         | —                       | —                |
| 15 lipca 2016     | Nicea               | Francja                      | Allianz Riviera            | Big Sean         | —                       | —                |
| 17 lipca 2016     | Frankfurt nad Menem | Niemcy                       | Commerzbank-Arena          | Big Sean         | —                       | —                |
| 19 lipca 2016     | Lyon                | Francja                      | Stade des Lumières         | Big Sean         | —                       | —                |
| 21 lipca 2016     | Barcelona           | Hiszpania                    | Palau Sant Jordi           | Big Sean         | —                       | —                |
| 23 lipca 2016     | Lille               | Francja                      | Stade Pierre-Mauroy        | Big Sean         | —                       | —                |
| 26 lipca 2016     | Praga               | Czechy                       | O2 Arena                   | Big Sean         | —                       | —                |
| 28 lipca 2016     | Kolonia             | Niemcy                       | Rhein Energie Stadion      | Big Sean         | —                       | —                |
| 30 lipca 2016     | Paryż               | Francja                      | Stade de France            | Big Sean         | —                       | —                |
| 2 sierpnia 2016   | Malmö               | Szwecja                      | Malmö Arena                | Big Sean         | —                       | —                |
| 3 sierpnia 2016   | Skanderborg         | Dania                        | Smukkeste Festival Grounds | Martin Garrix    | —                       | —                |
| 5 sierpnia 2016   | Warszawa            | Polska                       | Stadion Narodowy           | Big Sean         | —                       | —                |
| 7 sierpnia 2016   | Monachium           | Niemcy                       | Olympiastadion             | Big Sean         | —                       |                  |
| 9 sierpnia 2016   | Wiedeń              | Austria                      | Wiener Stadthalle          | Big Sean         | —                       | —                |
| 11 sierpnia 2016  | Budapeszt           | Węgry                        | Hajógyári Island           | brak informacji  | —                       | —                |
| 12 sierpnia 2016  | Zurych              | Szwajcaria                   | Letzigrund Stadion         | Big Sean         | —                       | —                |
| 14 sierpnia 2016  | Bukareszt           | Rumunia                      | Piața Constituției         | brak informacji  | —                       | —                |
| 16 sierpnia 2016  | Berlin              | Niemcy                       | Mercedes-Benz Arena        | Big Sean         | —                       | —                |
| 18 sierpnia 2016  | Hasselt             | Belgia                       | Kempische Steenweg         | Big Sean         | —                       | —                |
| 20 sierpnia 2016  | Weston-under-Lizard | Wielka Brytania              | Weston Park                | David Guetta     | —                       | —                |
| 21 sierpnia 2016  | Chelmsford          | Wielka Brytania              | Hylands Park               | David Guetta     | —                       | —                |
| Azja              |                     |                              |                            |                  |                         |                  |
| 27 listopada 2016 | Abu Dhabi           | Zjednoczone Emiraty Arabskie | du Arena                   | brak informacji  | –                       | –                |
| Całkowicie        | Całkowicie          | Całkowicie                   | Całkowicie                 | Całkowicie       | 159,873 / 177,403 (90%) | $13,539,580      |

## Odwołane koncerty
| Data            | Miasto     | Kraj            | Miejsce              | Przyczyna odwołania |
| --------------- | ---------- | --------------- | -------------------- | ------------------- |
| 16 czerwca 2016 | Cardiff    | Wielka Brytania | Principality Stadium | —                   |
| 18 czerwca 2016 | Sunderland | Wielka Brytania | Stadium of Light     | —                   |
| 15 lipca 2016   | Nicea      | Francja         | Allizanz Riviera     | zamach w Nicei      |